# Ziemnice (województwo wielkopolskie)
Ziemnice – wieś w Polsce położona w województwie wielkopolskim, w powiecie leszczyńskim, w gminie Osieczna, nad jeziorem Ziemnickim.

## Historia
W okresie Wielkiego Księstwa Poznańskiego (1815-1848) miejscowość wzmiankowana jako Ziemnice należała do wsi większych w ówczesnym pruskim powiecie Kosten rejencji poznańskiej. Ziemnice należały do okręgu krzywińskiego tego powiatu i stanowiły część prywatnego majątku Czerwona Wieś, którego właścicielem był wówczas (1846) Stanisław Chłapowski. Według spisu urzędowego z 1837 roku Ziemnice liczyły 108 mieszkańców, którzy zamieszkiwali 11 dymów (domostw).
W latach 1975–1998 miejscowość administracyjnie należała do województwa leszczyńskiego.